# Gonda Anna
Gonda Anna (férjezett nevén Anna Gonda-Nigg) (Miskolc, 1947. január 28. – 2013. június 12.) opera-énekesnő (alt). Másfél évtizedig a Bécsi Állami Opera legtöbbet foglalkoztatott énekesei közé tartozott.

## Élete
Tizenhárom éves korától tanult zongorázni, később énektanulmányokat is kezdett. 1969-ben lett a budapesti Zeneakadémia ének szakán Kutrucz Éva növendéke. Az 1974-ben megszerzett diplomával a kelet-berlini Zeneművészeti Főiskolán Dagmar Freiwald-Langénál képezte tovább magát. 1976-ban Orfeusz szerepében vizsgázott Gluck operájában.
Első szerződése 1976-ban a rostocki Volkstheaterhez kötötte. Itt Carmenként mutatkozott be. 1978-ban hazatért, és három évre a győri zeneművészeti szakközépiskola tanára lett, mellette rendszeresen szerepelt a klagenfurti Városi Színházban.
1981-ben Karl Böhm a bécsi Állami Operához szerződtette. Itt szeptember 30-án az első szolgálóként debütált Richard Strauss Elektrájában. 1997-es visszavonulásáig a társulat egyik legtöbbet foglalkoztatott drámai és komikus altja volt, csaknem hatszáz alkalommal lépett fel. Utoljára mint Schwertleite a Walkürben 1997. március 16-án. Vendégszerepelt a La Scalában, Svájcban és Franciaországban, a bécsi társulattal Spanyolországban és Japánban. Rendszeresen adott dalesteket, szerepelt oratóriuménekesként.
Két ősbemutatónak is részese volt. 1984. augusztus 7-én Prospero feleségét énekelte Luciano Berio A király figyeljének premierjén a Salzburgi Ünnepi Játékokon. 1995. május 20-án Adriana Hölszky A paravánok c. operájában Ommout formálta meg a Theater an der Wienben.

## Szerepei
| - Alban Berg: Wozzeck — Margret - Luciano Berio: A király figyel — Feleség - Bizet: Carmen — címszerep - Csajkovszkij: Jevgenyij Anyegin — Olga - Csajkovszkij: A pikk dáma — Nevelőnő - Donizetti: Stuart Mária — Anna Kennedy - Giordano: André Chénier — Coigny grófnő - Gluck: Orfeusz és Euridiké — Orfeusz - Gounod: Faust — Márta - Adriana Hölszky: A paravánok — Ommou - Humperdinck: Jancsi és Juliska — A boszorkány - Janáček: Jenůfa — A bíróné - Janáček: Katya Kabanova — Glasa - Kienzl: A bibliás ember — Magdalena - Ernst Křenek: V. Károly — 4. szellem; 4. óra - Korngold: A holt város — Brigitta - Mascagni: Parasztbecsület — Lucia - Massenet: Manon — Rosette - Monteverdi: Odüsszeusz hazatérése — Penelopé - Mozart: Figaro házassága — Marcellina - Mozart: A varázsfuvola — Harmadik hölgy - Muszorgszkij: Borisz Godunov — Marina Mniszek; Kszenyija dajkája - Pfitzner: Palestrina — Lucretia szelleme - Puccini: Pillangókisasszony — Szuzuki | - Rossini: Olasz nő Algírban — Zulma - Saint-Saëns: Sámson és Delila — Delila - Schönberg: Mózes és Áron — Egy beteg - Schreker: A távoli hang — A kocsmárosné - Richard Strauss: Salome — Herodiás - Richard Strauss: Elektra — Klütaimnesztra; Első szolgáló - Richard Strauss: A rózsalovag — Annina - Richard Strauss: A hallgatag asszony — [Sir Morosus] házvezetőnője - Verdi: Luisa Miller — Federica - Verdi: A trubadúr — Azucena - Verdi: Rigoletto — Maddalena - Verdi: La traviata — Annina - Verdi: Simon Boccanegra — Egy szolgáló - Verdi: A végzet hatalma — Preziosilla - Verdi: Álarcosbál — Ulrica - Verdi: Aida — Amneris - Verdi: Otello — Emilia - Verdi: Falstaff — Mistress Quickly - Wagner: A bolygó hollandi — Mary - Wagner: Trisztán és Izolda — Brangäne - Wagner: A Nibelung gyűrűje — Erda; Schwertleite; Floßhilde; Első norna - Wagner: Parsifal — Mennyei hang; 3. viráglány (II. csoport) |